# Sei Lob und Ehr dem höchsten Gut, BWV 117
Sei Lob und Ehr dem höchsten Gut, BWV 117 (Lloança i glòria al Bé Suprem), és una cantata religiosa de Johann Sebastian Bach sense destinació concreta, estrenada a Leipzig entre 1728 i 1731.

## Origen i context
No es coneix la destinació d'aquesta cantata, encara que, probablement, fou composta per a una ocasió solemne, atesa la durada i els mitjans emprats, possiblement per a un casament, sense descartar que ho fos per a una festa d'acció de gràcies o l'elecció d'un Consell municipal. El llibret correspon a l'himne del mateix títol de Jakob Schütz (1673), del que se n'aprofiten literalment les nou estrofes. Composta entre 1728 i 1731, és una cantata coral però que no segueix l'esquema general de les del primer cicle, de 1724/25, sinó el que Bach adoptà a partir de 1730. La diferència entre ells rau en el llibret, les cantates del primer cicle conserven literalment la primera i l'última estrofa de l'himne de referència, mentre que les intermèdies s'aprofiten de manera més lliure; en canvi, les cantates corals més tardanes prenen l'himne literalment, i totes les estrofes acaben amb una tornada, en aquest cas Gebt unserm Gott die Ehre (Donem glòria al nostre Déu), que li dona una unitat conceptual. L'obra és un cant de reconeixement de Déu; la melodia del coral, que és la de Es ist da Heil uns kommen herr, se sent en el primer, quart i novè números. A més d'aquesta, es coneixen les cantates següents sense una destinació específica, BWV 97, BWV 100, BWV 131, BWV 150, BWV 192 i BWV 196.

## Anàlisi
Obra escrita per a contralt, tenor, baix i cor; dues flautes travesseres, dos oboès, dos oboès d'amor, corda i baix continu. Consta de nou números; encara que la partitura no ho indiqui, el fet que el número central sigui un coral fa pensar que estava dividida en dues parts entre les quals es feia el sermó.
1. Cor: Sei Lob und Ehr dem höchsten Gut (Lloança i glòria al Bé Suprem)
2. Recitatiu (baix): “Es danken dir die Himmelsheer” (Et reten honor les cèliques legions)
3. Ària (tenor): Was unser Gott geschaffen hat (El que el nostre Déu ha creat)
4. Coral: Ich rief dem Herrn in meiner Not (En la meva angoixa, he implorat al Senyor)
5. Recitatiu (contralt): Der Herr ist noch und nimmer nicht (Ni ara ni mai, el Senyor)
6. Ària (baix): Wenn Trost und Hülf ermangeln muss (Quan sigui en tot el món palesa)
7. Ària (contralt): Ich will dich all mein Leben lang (Des d'ara i per tota la vida)
8. Recitatiu (tenor): Ihr, die ihr Christi Namen nennt (Els qui porteu el nom de Crist)
9. Coral: So kommet vor sein Angesicht (Doncs, davant la seva mirada)

La cantata comença amb un motet vocal-instrumental sobre la melodia del coral indicat, que fa com de cantus firmus; com és habitual el soprano canta la melodia i les altres veus fan l'acompanyament, si bé en alguns punts prenen un paper imitatiu. En el recitatiu de baix, número 2, destaquen, les paraules Erden, Luft, Meer (terra, aire, mar) separades per silencis i situades en diferents registres de la tessitura: mitja, aguda i baixa, respectivament; la tornada, repetida fins a quatre vegades, es canta en arioso. A continuació hi ha l'ària de tenor amb els oboès d'amor i continu, que és una ampliació del recitatiu anterior. El coral a cappella clou el que seria la primera part de la cantata. En el recitatiu del número 5, el contralt és acompanyat de tota la corda i el continu, té dues seccions ben marcades; la tornada comença en secco i es va tornant en un arioso amb unes vocalitzacions sobre Ehre (glòria); l'ària següent de baix amplia el contingut del recitatiu previ. El número 7 conté l'última ària, on el contralt i la flauta solista estableixen un diàleg amb la corda. Un recitatiu breu de tenor dona pas al coral final. Té una durada d'uns vint-i-cinc minuts.

## Discografia seleccionada
- J.S. Bach: Das Kantatenwerk. Sacred Cantatas Vol. 6. Gustav Leonhardt, Knabenchor Hannover (Heinz Hennig, director), Collegium Vocale Gent (Philippe Herreweghe, director), Leonhardt-Consort, René Jacobs, Kurt Equiluz, Max van Egmond. (Teldec), 1994.
- J.S. Bach: The complete live recordings from the Bach Cantata Pilgrimage. CD 18: St Mary’s, Warwick; 21 de maig de 2000. John Eliot Gardiner, Monteverdi Choir, English Baroque Soloists, Robin Tyson, James Gilchrist, Stephen Varcoe. (Soli Deo Gloria), 2013.
- J.S. Bach: Complete Cantatas Vol. 19. Ton Koopman, Amsterdam Baroque Orchestra & Choir, (Challenge Classics), 2006.
- J.S. Bach: Cantatas Vol. 48. Masaaki Suzuki, Bach Collegium Japan, Robin Blaze, Satoshi Mizukoshi, Peter Kooij. (BIS), 2011.
- J.S. Bach: Church Cantatas Vol. 37. Helmuth Rilling, Gächinger Kantorei, Bach-Collegium Stuttgart. (Hänssler), 1999.